# Bou Azmou
Bou Azmou (franska: Bou Azmou (CR), Bou Azmou (Commune Rurale), arabiska: اموكر) är en kommun i Marocko.   Den ligger i provinsen Midelt och regionen Drâa-Tafilalet, 250 km sydost om huvudstaden Rabat. Antalet invånare är 8 903.